# 림광혁
림광혁(1992년 8월 5일 ~ )은 조선민주주의인민공화국의 축구 선수이다. 포지션은 공격수이다. 현재 기관차체육단 소속이다.